# Ельшин, Иван Яковлевич
Иван Яковлевич Ельшин (1900 — 1939) — ответственный сотрудник региональных органов НКВД СССР периода Большого террора, член тройки НКВД, заместитель народного комиссара внутренних дел Татарской АССР, майор государственной безопасности. Начальник ДТО ГУГБ НКВД Туркестано-Сибирской ж.д. Расстрелян в 1939 году. Признан не подлежащим реабилитации. 

## Биография
Родился в семье рабочего-железнодорожника на ст. Лиски Острогожского уезда Воронежской губ. Получил высшее образование, окончив учительскую семинарию в Воронеже и Северо-Кавказский государственный университет.
С 1918 года служил в В Красной армии. Состоял в РКП(б) с августа 1919 года, участник Гражданской войны (сражался на Южном фронте против войск П. Н. Врангеля, контужен в 1920 году). 
В органах ВЧК-ГПУ-НКВД с конца 1919 года : с 1922 года служил в ГПУ при НКВД РСФСР. С 1923 до 1925 год уполномоченный полномочного представительства ОГПУ по Юго-Востоку — Северо-Кавказскому краю; в октябре 1925 года временно исполняющий должность, с ноября 1926 г. до март 1931 года начальник секретного отдела (СО) там же. С 1931 по 1932 год начальник Ставропольского оперативного сектора ГПУ. 
С 1932 до 1934 год начальник Тульского оперативного сектора ГПУ, начальник особого отдела в 84-й стрелковой дивизии. 
С 1934 до 1935 год заместитель полномочного представителя ОГПУ при СНК СССР — Управления НКВД по Челябинской области, 
затем до 1936 года на такой же должности в Калининской области. 
С 1936 до 1937 год являлся заместителем начальника Управления — народного комиссара внутренних дел по Татарской АССР. Наряду с наркомами НКВД ТАССР П. Г. Рудем и В. И. Михайловым, заместителем наркома НКВД ТАССР М. И. Шелудченко несет прямую ответственность за развертывание в республике широкомасштабных политических репрессий против партийного, советского и хозяйственного актива ТАССР в рамках тн «удара по правотроцкистскому подполью», а также Кулацкой операции и национальных операций НКВД СССР, уничтожение национальных кадров республики в рамках «уничтожения буржуазно-националистических элементов».
С декабря 1937 и до ареста — начальник ДТО (дорожно-транспортного отдела) ГУГБ НКВД на Туркестано-Сибирской железной дороге в Алма-Ате, член ЦК КП Казахской ССР, при этом в 1938 году некоторое время числился парторгом ДТО УНКВД по Ленинградской области. В качестве начальника ДТО ответственен за проведение массовых арестов среди сотрудников Туркестано-Сибирской ж.д. в рамках «выявления и обезвреживания вредителей, шпионов и диверсантов».  
27 ноября 1938 года арестован органами НКВД СССР. Внесён в список Л. Берии — А. Вышинского от 15 февраля 1939 года по 1-й категории. 2 марта 1939 осуждён ВКВС СССР к ВМН, расстрелян в ночь на следующий день (официально получил 10 лет без права переписки). Место захоронения — спецобъект НКВД «Коммунарка».
Не реабилитирован : Судебной коллегией по делам военнослужащих Верховного суда РФ 2 сентября 2014 года признан не подлежащим реабилитации.

## Награды
знак «Почетный работник ВЧК−ОГПУ (V)»
знак «Почетный работник ВЧК−ОГПУ (XV)» (20.12.1932)
орден Красного Знамени (7.2.1933) (лишен посмертно Указом Президиума ВС СССР от 26.4.1940).